# ヘール＝グレンツハウゼン
ヘール＝グレンツハウゼン (独: Höhr-Grenzhausen)はドイツ連邦共和国 ラインラント＝プファルツ州ヴェスターヴァルト郡にある市。
ヘール＝グレンツハウゼン連合自治体 (独: Verbandsgemeinde Höhr-Grenzhausen) の行政庁所在地である。

## 地理

### 位置
モンタバウアーの西約10km、コブレンツの北東約10kmの位置にある。

## 姉妹都市
- ライグエーリア(Laigueglia) （イタリア 1972年）
- スミュール＝アン＝ノーソワ(Semur-en-Auxois) （フランス 1987年）